# World Without End
World Without End — дебютный альбом немецкой музыкальной группы De/Vision. Релиз состоялся 28 января 1994 года. Альбому предшествовал выход сингла «Try to Forget» в 1993 году, на волне успеха которого и вышел альбом. В том же году синглом выпущена ещё одна композиция «Dinner Without Grace».
Альбом официально вышел 28 января 1994 года, что и указано на официальном сайте группы и в буклете самого альбома. Но на обратной стороне стоит 1993 год.

## Список композиций
- Dinner Without Grace
- Your Hands on My Skin
- Slum Child
- Perfect Mind
- Time Stands Still (Tonight)
- The Way You Treat Me
- To Be With You
- The Day Before Yesterday
- Falling
- Try To Forget

## Синглы с альбома

### Your Hands on My Skin
«Your Hands on My Skin» — первый сингл группы De/Vision. Релиз состоялся в октябре 1990 года. Затем он переиздавался феврале 1991 года, а в 1994 году «Synthetic Product Records» выпустили бокс-сет ограниченной серией. Коробка помимо самого винила содержала информацию о группе, тексты песен и была подписана участниками коллектива. Всего было выпущено 500 экземпляров. Интересно, что после того, как официальный сайт De/Vision «переехал» на новый адрес, упоминание о диске на сайте отсутствует. Однако по старому адресу информация о нём сохранилась.
«Your Hands on My Skin» — первый и единственный сингл De/Vision, выпущенный на виниле. Более того, группа больше не выпускала свои произведения на виниловом носителе. Исключение было сделано только для сборника «Best Of ...», который вышел только через 16 лет, в 2006 году.
12" винил
Номер по каталогу: отсутствует  

Композиции (Track Listing): 

Сторона A:
1. Your Hands on My Skin (4:42)
2. Ignore Me (3:31)

Сторона В:
1. You Want to Kill Me (Instrumental) (3:53)
2. Your Hands on My Skin (Skin Mix) (1:32)

### Try to Forget
«Try to Forget» — первый «коммерческий» сингл группы De/Vision. Релиз состоялся в 27 августа 1993 года.
Весной 1993 года группа подписала контракт с компанией «Strange Ways Records» и приступила к записи. Сингл сразу обретает популярность в немецких ночных клубах. «Try To Forget» становится первым хитом группы.
CD
Номер по каталогу: WAY 56/1156-2 

Композиции (Track Listing):
1. Try to Forget (Radio-Forg-Edit) (3:48)
2. Try to Forget (Forget-Me-Not-Mix) (6:28)
3. Can Feel the Drive (4:16)

### Dinner Without Grace
«Dinner Without Grace» — второй сингл группы De/Vision с альбома «World Without End». Релиз состоялся в 20 мая 1994 года.
CD
Номер по каталогу: WAY 71/1171-2 

Композиции (Track Listing):
1. Dinner Without Grace (Radio-Edit) (4:09)
2. Dinner Without Grace (Pastoral-Mix) (5:12)
3. Hunters (4:00)
4. From Time Out of Mind (In-Memorial-Mix) (3:42)
5. Dinner Without Grace (Original-Version) (3:56)